# James Newman (ruimtevaarder)
James Hansen Newman (Trustschap van de Pacifische Eilanden, 16 oktober 1956) is een voormalig Amerikaans ruimtevaarder. Newman zijn eerste ruimtevlucht was STS-51 met de spaceshuttle Discovery en vond plaats op 12 september 1993. Tijdens de missie werd de Advanced Communications Technology satelliet (ACTS) in een baan rond de aarde gebracht. 
Newman maakte deel uit van NASA Astronaut Group 13. Deze groep van 23 astronauten begon hun training in januari 1990 en werden in juli 1991 astronaut. In totaal heeft Newman vier ruimtevluchten op zijn naam staan, waaronder een missie naar het Internationaal ruimtestation ISS en de Ruimtetelescoop Hubble. Tijdens zijn missies maakte hij zes ruimtewandelingen. In 2008 verliet hij NASA en ging hij als astronaut met pensioen.